# Championnat du Salvador de football 1964-1965
Navigation
Saison précédente Saison suivante
La Primera División 1964-1965 est la quinzième édition de la première division salvadorienne.
Lors de ce tournoi, le CD Águila a conservé son titre de champion du Salvador face aux neuf meilleurs clubs salvadoriens.
Chacun des dix clubs participant était confronté deux fois aux neuf autres équipes.

## Les 10 clubs participants
| \| San Salvador : Alianza FC CD Atlético Marte CD Águila San Salvador Atlante San Alejo Club Deportivo FAS CD Juventud Olímpica San Salvador Once Municipal \ Quequeisque Universidad Barrios \| Localisation des clubs engagés dans le championnat. |
| San Salvador : Alianza FC CD Atlético Marte CD Águila San Salvador Atlante San Alejo Club Deportivo FAS CD Juventud Olímpica San Salvador Once Municipal \ Quequeisque Universidad Barrios                                                           |

| Club                        | Stade                        | Capacité          | Ville          |
| CD Águila                   | Stade Juan Francisco Barraza | 10 000            | San Miguel     |
| Alianza FC                  | Stade Cuscatlán              | 45 925            | San Salvador   |
| Atlante San Alejo (en)      | Stade inconnu                | Capacité inconnue | San Alejo      |
| Club Deportivo FAS          | Stade Oscar Quiteño          | 15 000            | Santa Ana      |
| Gatos de Monterrey          | Stade inconnu                | Capacité inconnue | Ville inconnue |
| CD Juventud Olímpica        | Stade Ana Mercedez           | 8 000             | Sonsonate      |
| CD Atlético Marte           | Stade Cuscatlán              | 45 925            | San Salvador   |
| Once Municipal              | Stade Simeón Magaña          | 5 000             | Ahuachapán     |
| Quequeisque                 | Stade inconnu                | Capacité inconnue | Santa Tecla    |
| Universidad Gerardo Barrios | Complejo Deportivo España    | Capacité inconnue | Ciudad Barrios |

## Compétition
Les dix équipes affrontent à deux reprises les neuf autres équipes selon un calendrier tiré aléatoirement.
Le classement est établi sur l'ancien barème de points (victoire à 2 points, match nul à 1, défaite à 0).
Le départage final se fait selon les critères suivants :
- Le nombre de points.
- Un match d'appui pour départager les équipes si le titre ou la relégation est en jeu.
- La différence de buts générale.

### Classement
| Rang | Équipe                      | Pts | J  | G  | N | P  | Bp | Bc | Diff |
| ---- | --------------------------- | --- | -- | -- | - | -- | -- | -- | ---- |
| 1    | CD Águila (T)               | 29  | 18 | 12 | 5 | 1  | 36 | 12 | +24  |
| 2    | Club Deportivo FAS          | 23  | 18 | 9  | 5 | 4  | 35 | 17 | +18  |
| 3    | Alianza FC                  | 23  | 18 | 8  | 7 | 3  | 25 | 20 | +5   |
| 4    | CD Atlético Marte           | 21  | 18 | 7  | 7 | 4  | 21 | 13 | +8   |
| 5    | Once Municipal              | 21  | 18 | 7  | 7 | 4  | 25 | 18 | +7   |
| 6    | Universidad Gerardo Barrios | 15  | 18 | 5  | 5 | 8  | 18 | 24 | -6   |
| 7    | CD Juventud Olímpica        | 14  | 18 | 6  | 2 | 10 | 25 | 35 | -10  |
| 8    | Quequeisque                 | 12  | 18 | 4  | 4 | 10 | 17 | 26 | -9   |
| 9    | Atlante San Alejo (en)      | 12  | 18 | 5  | 2 | 11 | 14 | 34 | -20  |
| 10   | Gatos de Monterrey (P)      | 10  | 18 | 3  | 4 | 11 | 15 | 32 | -17  |

| Légende : Qualifications et relégations | Légende : Qualifications et relégations                  |
| --------------------------------------- | -------------------------------------------------------- |
|                                         | Relégué en Segunda División                              |
|                                         | (T) : Tenant du titre (P) : Promu de la saison 1963-1964 |

## Bilan du tournoi
| Tableau d'Honneur          |           |
| Compétition                | Vainqueur |
| Primera División 1964-1965 | CD Águila |

| Promotions et relégations   |                    |
| Relégué en Segunda División | Gatos de Monterrey |
| Promu de Segunda División   | Adler San Nicolas  |